# آرثر كيلي
آرثر كيلي (بالإنجليزية: Arthur Cayley)‏ هو عالم رياضيات بريطاني. عمل محاميا أربعة عشر سنة.

## وصلات خارجية
- آرثر كيلي على موقع الموسوعة البريطانية (الإنجليزية)